# Видович, Желимир
Желимир «Кели» Видович (сербохорв. Želimir "Keli" Vidović / Желимир "Кели" Видовић; 17 ноября 1953 — 17 мая 1992) — югославский боснийский футболист, защитник; известен по выступлениям за клуб «Сараево». Погиб во время осады Сараево.

## Карьера
Серб по национальности. Воспитанник школы клуба «Босна». 14 августа 1974 года дебютировал за клуб «Сараево», сыграв 29 матчей в первом сезоне в чемпионате СФРЮ. Играл ключевую роль в составе той команды эпохи 1975—1983 годов, которая добилась права играть в Кубке УЕФА 1980/1981 и дойти до финала Кубка Югославии. В 1983 году перешёл в австрийский ГАК, за который выступал на протяжении 6 сезонов, пока не завершил в 1989 году карьеру. 1 февраля 1977 года провёл первую игру за сборную Югославии против Мексики (победа 5:1), 22 марта 1980 года провёл вторую игру за сборную Югославии против сборной Уругвая (победа 2:1).

## Гибель
17 мая 1992 года Видович участвовал в перевозке раненых гражданских лиц, пострадавших в результате обстрела города, в больницу в сараевском районе Добриня. Конвой был остановлен на блокпосту войск Республики Сербской, после чего его следы потерялись. Через 4 года в одном из массовых захоронений были найдены останки четырёх человек, одним из которых был Видович. 5 июня 2004 года останки Видовича были захоронены в Сараево вместе с футболкой клуба.

## Память
Весной 1999 года друзьями Видовича был проведён турнир памяти игрока. В 2004 году был организован уже постоянный футбольный мемориал, которому присвоили имя Желимира Видовича. Его имя носит улица в Добрине, а также лагерь тренировочного центра «Бутмир», принадлежащего ФК «Сараево».